# Coupe du monde de ski acrobatique 2014-2015
Navigation
Édition précédente Édition suivante
La Coupe du monde de ski acrobatique 2014-2015 est la 36e saison de la Coupe du monde de ski acrobatique organisé par la Fédération internationale de ski. Elle débute le 4 décembre 2014 à Copper Mountain aux États-Unis et se termine le 15 mars 2015 à Megève (France).

## Programme
32 épreuves sont organisés en individuel à la fois chez les hommes et chez les femmes et est composé de telle sorte :

- 11 épreuves de Ski Cross
- 9 épreuves de Bosses (dont 4 en Parallèle)
- 7 épreuves de Saut Acrobatique
- 3 épreuves de Half-Pipe
- 2 épreuves de Slopestyle.

De plus, 2 épreuves de Saut Acrobatique par équipe sont prévues.
Ces épreuves se déroulent sur 11 étapes en Europe, 8 en Amérique du Nord et 2 en Asie, soit 21 étapes au total. 
Ci-dessous, la localisation des épreuves (hormis Pékin, en Chine et Tazawako, au Japon) :
| \| Copper Mountain Squaw Valley Lake Placid Park City (Utah) Val St-Côme Deer Valley Nakiska Calgary \| Sites des compétitions en Amérique du Nord |
| Copper Mountain Squaw Valley Lake Placid Park City (Utah) Val St-Côme Deer Valley Nakiska Calgary                                                  |

| \| Ruka Innichen Val Thorens Are Moscou Tegernsee Minsk Tignes Megève Silvaplana Arosa \| Sites des compétitions en Europe |
| Ruka Innichen Val Thorens Are Moscou Tegernsee Minsk Tignes Megève Silvaplana Arosa                                        |

## Classements Généraux

### Individuel

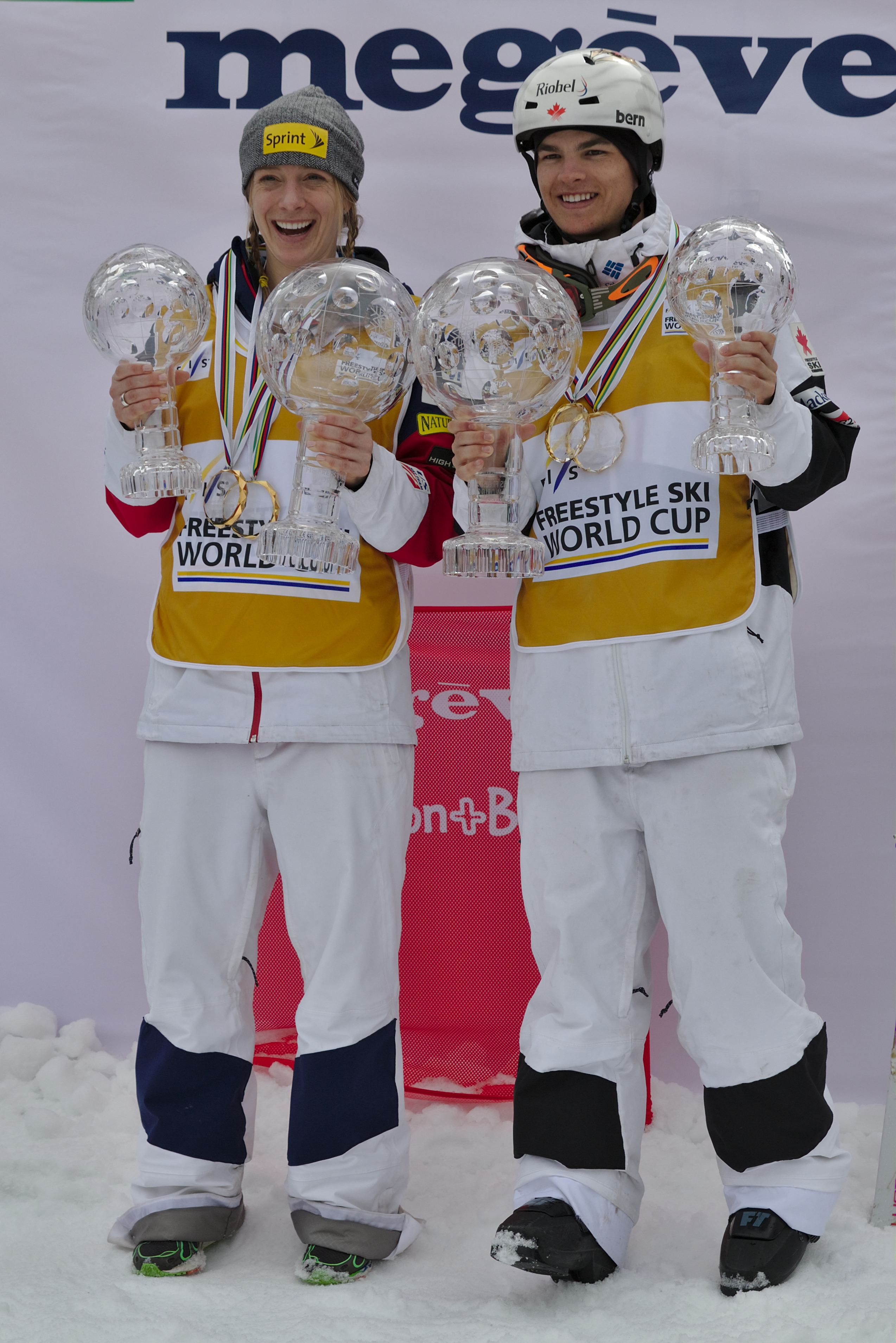
Hannah Kearney et Mikael Kingsbury avec leurs deux globes

| Rang | Nom                    | Points |
| ---- | ---------------------- | ------ |
| 1    | Mikaël Kingsbury       | 84.56  |
| 2    | Mac Bohonnon           | 70.14  |
| 3    | Jean-Frédéric Chapuis  | 67.91  |
| 4    | Qi Guangpu             | 62.86  |
| 5    | Victor Oehling Norberg | 50.27  |

| Rang | Nom                     | Points |
| ---- | ----------------------- | ------ |
| 1    | Hannah Kearney          | 76.22  |
| 2    | Anna Holmlund           | 74.09  |
| 3    | Kiley McKinnon          | 58.14  |
| 4    | Justine Dufour-Lapointe | 55.67  |
| 5    | Chloé Dufour-Lapointe   | 54.78  |

### Coupe des Nations
| Rang | Nation     | Points |
| ---- | ---------- | ------ |
| 1    | Canada     | 4983   |
| 2    | États-Unis | 4929   |
| 3    | France     | 3787   |
| 4    | Russie     | 2708   |
| 5    | Suisse     | 2468   |

| Rang | Nation     | Points |
| ---- | ---------- | ------ |
| 1    | Canada     | 2683   |
| 2    | États-Unis | 2352   |
| 3    | France     | 2336   |
| 4    | Russie     | 1529   |
| 5    | Suisse     | 1365   |

| Rang | Nation     | Points |
| ---- | ---------- | ------ |
| 1    | États-Unis | 2577   |
| 2    | Canada     | 2300   |
| 3    | France     | 1451   |
| 4    | Russie     | 1179   |
| 5    | Suède      | 1147   |

## Catégories

### Ski Cross

#### Classements
| Rang | Nom                   | Points |
| ---- | --------------------- | ------ |
| 1    | Jean-Frédéric Chapuis | 747    |
| 2    | Victor Öhling Norberg | 553    |
| 3    | Bastien Midol         | 375    |
| 4    | Paul Eckert           | 365    |
| 5    | Sylvain Miaillier     | 347    |

| Rang | Nom           | Points |
| ---- | ------------- | ------ |
| 1    | Anna Holmlund | 815    |
| 2    | Alizée Baron  | 573    |
| 3    | Fanny Smith   | 539    |
| 4    | Ophélie David | 528    |
| 5    | Katrin Ofner  | 418    |

#### Calendrier et Podiums
| Date             | Lieu                           | Épreuve | Vainqueur                                                 | Second                                                    | Troisième                                                 |
| ---------------- | ------------------------------ | ------- | --------------------------------------------------------- | --------------------------------------------------------- | --------------------------------------------------------- |
| 6 décembre 2014  | Nakiska                        | Hommes  | Thomas Zangerl                                            | Victor Oehling Norberg                                    | Armin Niederer                                            |
| 6 décembre 2014  | Nakiska                        | Femmes  | Marielle Thompson                                         | Georgia Simmerling                                        | Fanny Smith                                               |
| 21 décembre 2014 | Innichen                       | Hommes  | Epreuves annulées (manque de neige) et Reportées à Arosa  | Epreuves annulées (manque de neige) et Reportées à Arosa  | Epreuves annulées (manque de neige) et Reportées à Arosa  |
| 21 décembre 2014 | Innichen                       | Femmes  | Epreuves annulées (manque de neige) et Reportées à Arosa  | Epreuves annulées (manque de neige) et Reportées à Arosa  | Epreuves annulées (manque de neige) et Reportées à Arosa  |
| 9 janvier 2015   | Val Thorens                    | Hommes  | Andreas Schauer                                           | Jean-Frédéric Chapuis                                     | Johannes Rohrweck                                         |
| 9 janvier 2015   | Val Thorens                    | Femmes  | Marielle Thompson                                         | Georgia Simmerling                                        | Alizée Baron                                              |
| 10 janvier 2015  | Val Thorens                    | Hommes  | Marc Bischofberger                                        | Jonathan Midol                                            | Brady Leman                                               |
| 10 janvier 2015  | Val Thorens                    | Femmes  | Marielle Thompson                                         | Anna Holmlund                                             | Ophélie David                                             |
| 6 février 2015   | Arosa (Remplace Innichen)      | Hommes  | Victor Oehling Norberg                                    | Sergueï Ridzik                                            | Bastien Midol                                             |
| 6 février 2015   | Arosa (Remplace Innichen)      | Femmes  | Fanny Smith                                               | Anna Holmlund                                             | Ophélie David                                             |
| 7 février 2015   | Arosa                          | Hommes  | Victor Oehling Norberg                                    | Sergueï Ridzik                                            | Daniel Bohnacker                                          |
| 7 février 2015   | Arosa                          | Femmes  | Fanny Smith                                               | Anna Holmlund                                             | Sofia Smirnova                                            |
| 14 février 2015  | Åre                            | Hommes  | Victor Oehling Norberg                                    | Jean-Frédéric Chapuis                                     | Michael Forslund                                          |
| 14 février 2015  | Åre                            | Femmes  | Alizée Baron                                              | Katrin Ofner                                              | Andrea Limbacher                                          |
| 15 février 2015  | Åre                            | Hommes  | Jean-Frédéric Chapuis                                     | Alex Fiva                                                 | Paul Eckert                                               |
| 15 février 2015  | Åre                            | Femmes  | Anna Holmlund                                             | Andrea Zemanova                                           | Andrea Limbacher                                          |
| 21 février 2015  | Tegernsee                      | Hommes  | Jean-Frédéric Chapuis                                     | Daniel Bohnacker                                          | Victor Oehling Norberg                                    |
| 21 février 2015  | Tegernsee                      | Femmes  | Fanny Smith                                               | Alizée Baron                                              | Anna Holmlund                                             |
| 22 février 2015  | Tegernsee                      | Hommes  | Jean-Frédéric Chapuis                                     | Filip Flisar                                              | Viktor Andersson                                          |
| 22 février 2015  | Tegernsee                      | Femmes  | Anna Holmlund                                             | Andrea Limbacher                                          | Ophélie David                                             |
| 6 mars 2015      | Squaw Valley                   | Hommes  | Epreuves annulées (manque de neige) et Reportées à Megève | Epreuves annulées (manque de neige) et Reportées à Megève | Epreuves annulées (manque de neige) et Reportées à Megève |
| 6 mars 2015      | Squaw Valley                   | Femmes  | Epreuves annulées (manque de neige) et Reportées à Megève | Epreuves annulées (manque de neige) et Reportées à Megève | Epreuves annulées (manque de neige) et Reportées à Megève |
| 13 mars 2015     | Megève (Remplace Squaw Valley) | Hommes  | Sylvain Miaillier                                         | Bastien Midol                                             | Jean-Frédéric Chapuis                                     |
| 13 mars 2015     | Megève (Remplace Squaw Valley) | Femmes  | Anna Holmlund                                             | Katrin Ofner                                              | Marte Hoeie Gjefsen                                       |
| 14 mars 2015     | Megève                         | Hommes  | Jean-Frédéric Chapuis                                     | Brady Leman                                               | Paul Eckert                                               |
| 14 mars 2015     | Megève                         | Femmes  | Anna Holmlund                                             | Andrea Limbacher                                          | Ophélie David                                             |

### Bosses

#### Classements
| Rang | Nom                 | Points |
| ---- | ------------------- | ------ |
| 1    | Mikaël Kingsbury    | 761    |
| 2    | Alexandr Smyshlyaev | 430    |
| 3    | Philippe Marquis    | 426    |
| 4    | Anthony Benna       | 347    |
| -    | Matt Graham         | 347    |

| Rang | Nom                     | Points |
| ---- | ----------------------- | ------ |
| 1    | Hannah Kearney          | 686    |
| 2    | Justine Dufour-Lapointe | 501    |
| 3    | Chloe Dufour-Lapointe   | 493    |
| 4    | Audrey Robichaud        | 366    |
| 5    | Andi Naude              | 327    |

#### Calendrier et Podiums
| Date             | Lieu           | Épreuve               | Vainqueur               | Second                  | Troisième               |
| ---------------- | -------------- | --------------------- | ----------------------- | ----------------------- | ----------------------- |
| 13 décembre 2014 | Ruka           | Hommes (En Parallèle) | Philippe Marquis        | Sho Endo                | Anthony Benna           |
| 13 décembre 2014 | Ruka           | Femmes (En Parallèle) | Yulia Galysheva         | Chloé Dufour-Lapointe   | Hannah Kearney          |
| 3 janvier 2015   | Calgary        | Hommes                | Mikael Kingsbury        | Simon Pouliot-Cavanagh  | Sho Endo                |
| 3 janvier 2015   | Calgary        | Femmes                | Hannah Kearney          | Chloé Dufour-Lapointe   | Justine Dufour-Lapointe |
| 9 janvier 2015   | Deer Valley    | Hommes                | Mikael Kingsbury        | Matt Graham             | Patrick Deneen          |
| 9 janvier 2015   | Deer Valley    | Femmes                | K.C. Oakley             | Justine Dufour-Lapointe | Chloé Dufour-Lapointe   |
| 10 janvier 2015  | Deer Valley    | Hommes (En Parallèle) | Mikael Kingsbury        | Dylan Walczyk           | Marco Tade              |
| 10 janvier 2015  | Deer Valley    | Femmes (En Parallèle) | Justine Dufour-Lapointe | Hannah Kearney          | Britteny Cox            |
| 29 janvier 2015  | Lake Placid    | Hommes                | Mikael Kingsbury        | Alexandr Smyshlyaev     | Marc-Antoine Gagnon     |
| 29 janvier 2015  | Lake Placid    | Femmes                | Justine Dufour-Lapointe | Hannah Kearney          | Andi Naude              |
| 7 février 2015   | Val Saint-Côme | Hommes                | Mikael Kingsbury        | Matt Graham             | Alexandr Smyshlyaev     |
| 7 février 2015   | Val Saint-Côme | Femmes                | Hannah Kearney          | Justine Dufour-Lapointe | Audrey Robichaud        |
| 28 février 2015  | Tazawako       | Hommes                | Mikaël Kingsbury        | Jeremy Cota             | Alexandr Smyshlyaev     |
| 28 février 2015  | Tazawako       | Femmes                | Hannah Kearney          | Junko Hoshino           | Audrey Robichaud        |
| 1er mars 2015    | Tazawako       | Hommes (En Parallèle) | Mikael Kingsbury        | Philippe Marquis        | Matt Graham             |
| 1er mars 2015    | Tazawako       | Femmes (En Parallèle) | Morgan Schild           | Satsuki Ito             | Hannah Kearney          |
| 15 mars 2015     | Megève         | Hommes (En Parallèle) | Anthony Benna           | Thomas Rowley           | Alexandr Smyshlyaev     |
| 15 mars 2015     | Megève         | Femmes (En Parallèle) | Hannah Kearney          | Chloé Dufour-Lapointe   | Justine Dufour-Lapointe |

### Saut Acrobatique

#### Classements
| Rang | Nom          | Points |
| ---- | ------------ | ------ |
| 1    | Mac Bohonnon | 491    |
| 2    | Qi Guangpu   | 440    |
| 3    | Zhou Hang    | 323    |
| 4    | Ilya Burov   | 322    |
| 5    | Pavel Krotov | 252    |

| Rang | Nom                 | Points |
| ---- | ------------------- | ------ |
| 1    | Kiley McKinnon      | 407    |
| 2    | Ashley Caldwell     | 324    |
| 3    | Danielle Scott      | 296    |
| 4    | Veronika Korsounova | 277    |
| 5    | Hanna Huskova       | 256    |

#### Calendrier et Podiums
| Date             | Lieu        | Épreuve            | Vainqueur                                | Second                                                      | Troisième                                           |
| ---------------- | ----------- | ------------------ | ---------------------------------------- | ----------------------------------------------------------- | --------------------------------------------------- |
| 20 décembre 2014 | Pékin       | Hommes             | Qi Guangpu                               | Pavel Krotov                                                | Ilya Burov                                          |
| 20 décembre 2014 | Pékin       | Femmes             | Xu Mengtao                               | Danielle Scott                                              | Kiley McKinnon                                      |
| 21 décembre 2014 | Pékin       | Hommes             | Qi Guangpu                               | Zhou Hang                                                   | Mac Bohonnon                                        |
| 21 décembre 2014 | Pékin       | Femmes             | Xu Mengtao                               | Kiley McKinnon                                              | Kong Fanyu                                          |
| 21 décembre 2014 | Pékin       | Mixte - Par Equipe | Chine Jia Zongyang Xu Mengtao Qi Guangpu | Russie Veronika Korsunova Ilya Burov Pavel Krotov           | Biélorussie Hanna Huskova Denis Osipau Maxim Gustik |
| 8 janvier 2015   | Deer Valley | Hommes             | Qi Guangpu                               | Mac Bohonnon                                                | Oleksandr Abramenko                                 |
| 8 janvier 2015   | Deer Valley | Femmes             | Ashley Caldwell                          | Kiley McKinnon                                              | Shen Xiaoxue                                        |
| 30 janvier 2015  | Lake Placid | Hommes             | Mac Bohonnon                             | Zhou Hang                                                   | Qi Guangpu                                          |
| 30 janvier 2015  | Lake Placid | Femmes             | Aliaksandra Ramanouskaya                 | Veronika Korsounova                                         | Melissa Corbo                                       |
| 31 janvier 2015  | Lake Placid | Hommes             | Zhou Hang                                | Qi Guangpu                                                  | Ilya Burov                                          |
| 31 janvier 2015  | Lake Placid | Femmes             | Renee McElduff                           | Veronika Korsounova                                         | Hanna Huskova                                       |
| 31 janvier 2015  | Lake Placid | Mixte - Par Equipe | Chine Shen Xiaoxue Qi Guangpu Zhou Hang  | Biélorussie Hanna Huskova Stanislau Hladchenko Denis Osipau | Russie Veronika Korsunova Pavel Krotov Ilya Burov   |
| 21 février 2015  | Moscou      | Hommes             | Mac Bohonnon                             | Ilya Burov                                                  | Maxim Gustik                                        |
| 21 février 2015  | Moscou      | Femmes             | Danielle Scott                           | Ashley Caldwell                                             | Kiley McKinnon                                      |
| 1er mars 2015    | Minsk       | Hommes             | Oleksandr Abramenko                      | Mac Bohonnon                                                | Denis Osipau                                        |
| 1er mars 2015    | Minsk       | Femmes             | Ashley Caldwell                          | Kiley McKinnon                                              | Veronika Korsounova                                 |

### Half-Pipe

#### Classements
| Rang | Nom             | Points |
| ---- | --------------- | ------ |
| 1    | David Wise      | 240    |
| 2    | Gus Kenworthy   | 176    |
| 3    | Kevin Rolland   | 175    |
| 4    | Benoit Valentin | 150    |
| 5    | Alex Ferreira   | 139    |

| Rang | Nom              | Points |
| ---- | ---------------- | ------ |
| 1    | Ayana Onozuka    | 240    |
| 2    | Janina Kuzma     | 200    |
| 3    | Devin Logan      | 175    |
| 4    | Cassie Sharpe    | 145    |
| 5    | Sabrina Cakmakli | 116    |

#### Calendrier et Podiums
| Date            | Lieu            | Épreuve | Vainqueur     | Second              | Troisième       |
| --------------- | --------------- | ------- | ------------- | ------------------- | --------------- |
| 5 décembre 2014 | Copper Mountain | Hommes  | David Wise    | Torin Yater-Wallace | Benoît Valentin |
| 5 décembre 2014 | Copper Mountain | Femmes  | Janina Kuzma  | Devin Logan         | Ayana Onozuka   |
| 28 février 2015 | Park City       | Hommes  | Gus Kenworthy | Kevin Rolland       | David Wise      |
| 28 février 2015 | Park City       | Femmes  | Ayana Onozuka | Sabrina Cakmakli    | Janina Kuzma    |
| 12 mars 2015    | Tignes          | Hommes  | Mike Riddle   | David Wise          | Alex Ferreira   |
| 12 mars 2015    | Tignes          | Femmes  | Cassie Sharpe | Ayana Onozuka       | Brita Sigourney |

### Slopestyle

#### Classements
| Rang | Nom                      | Points |
| ---- | ------------------------ | ------ |
| 1    | Felix Stridsberg Usterud | 129    |
| 2    | Joss Christensen         | 106    |
| 3    | Andri Ragettli           | 86     |
| 4    | McRae Williams           | 80     |
| 5    | Luca Schuler             | 71     |

| Rang | Nom                        | Points |
| ---- | -------------------------- | ------ |
| 1    | Emma Dahlström             | 180    |
| 2    | Tiril Sjåstad Christiansen | 160    |
| 3    | Johanne Killi              | 100    |
| 4    | Giulia Tanno               | 95     |
| 5    | Devin Logan                | 92     |

#### Calendrier et Podiums
| Date            | Lieu       | Épreuve | Vainqueur                   | Second         | Troisième                   |
| --------------- | ---------- | ------- | --------------------------- | -------------- | --------------------------- |
| 27 février 2015 | Park City  | Hommes  | Joss Christensen            | McRae Williams | Gus Kenworthy               |
| 27 février 2015 | Park City  | Femmes  | Emma Dahlstrom              | Devin Logan    | Tiril Sjaastad Christiansen |
| 14 mars 2015    | Silvaplana | Hommes  | Felix Stridsberg Usterud    | Andri Ragettli | Luca Schuler                |
| 14 mars 2015    | Silvaplana | Femmes  | Tiril Sjaastad Christiansen | Emma Dahlstrom | Johanne Killi               |